# Lophozia collaris
Lophozia collaris là một loài rêu tản trong họ Jungermanniaceae. Loài này được (Mart.) Dumort. miêu tả khoa học lần đầu tiên năm 1835.